# Cécile Vermette
Pour les articles homonymes, voir Vermette.
Cécile Vermette est une infirmière et une femme politique québécoise née à Montréal, 19 janvier 1945. Elle a été députée de Marie-Victorin à l'Assemblée nationale du Québec de 1985 à 2007 pour le Parti québécois. Elle a occupé plusieurs fonctions lors de ses 21 ans à l'Assemblée nationale dont celui de leader adjointe du gouvernement de 2002 à 2003. Durant une grande partie de sa carrière, elle a été aux prises avec de la dissension au sein de l'exécutif de sa circonscription. Des militants de Marie-Victorin ont tenté de la faire démissionner à plusieurs reprises, sans succès.

## Biographie
Cécile Vermette est née à Montréal le 19 janvier 1945. Elle a obtenu un diplôme en sciences infirmières à l'Hôpital Saint-Luc en 1968 et a pratiqué ce métier jusqu'en 1971. De 1980 à 1985, elle travaille comme animatrice du certificat en santé et sécurité du travail à l'Université de Montréal et y complète durant cette période un baccalauréat en gestion (1985).
Durant les années 1980, Cécile Vermette s'implique dans plusieurs organismes du milieu de la santé québécois. Elle siègera comme représentante des associations patronales au sein du Conseil des services essentiels (1982-1985). Elle sera présidente du conseil d'administration de l'Hôpital Charles-LeMoyne de 1980 à 1985 et membre du conseil d'administration de l'Association des hôpitaux de la province de Québec de 1984 à 1985.

### Ses débuts en politiques
Lors de l'élection provinciale de 1985, Vermette se présente pour le Parti québécois dans la circonscription de Marie-Victorin. Elle est élue de justesse (335 voix) face au député libéral sortant Guy Pratt. Elle sera réélue lors de l'élection suivante au terme d'une campagne particulière musclée où le Parti libéral tentera de reprendre, sans succès, le contrôle de plusieurs circonscriptions de la Montérégie.
Durant cette législature, Vermette sera nommé porte-parole de l'opposition officielle en matière d'adoption internationale et de polytoxicomanie. Déçue du travail du ministre Bertrand à ce moment, elle crée un groupe de travail sur la toxicomanie, en parallèle du groupe gouvernemental existant.
Lors de la campagne électorale municipale de 1990 à Longueuil, elle appuie le maire sortant Roger Ferland, contre l'opinion du comité exécutif du Parti québécois dans Marie-Victorin qui était favorable au Parti civique. Après que l'exécutif ait songé à lui demander de siéger comme indépendante à l'Assemblée nationale, ce sera finalement son attaché politique qui sera démis de ses fonctions pour sauver Vermette. À partir de cet événement, les relations entre l'exécutif de la circonscription et Vermette seront passablement difficiles. En plus de lui reprocher l'épisode de la campagne municipale, des membres du parti lui reprochent ses attitudes de politicienne et sa personnalité difficile. Elle sera malgré tout, la candidate du Parti québécois pour l'élection de 1994 à la suite d'une assemblée d'investiture extrêmement serrée. Les querelles avec l'exécutif de son parti ne cesseront pas durant tout son mandat.
En 1993, elle est l'objet d'enquête de la part de la Sûreté du Québec pour avoir produit de fausses factures. Aucune accusation ne sera finalement portée contre elle, mais son ex-attaché politique, Joseph-Émile Plante, écopera d'une amende de 3 000 $.

### L'arrivée au pouvoir
Malgré ses difficultés avec les militants de sa circonscription, c'est lors de l'élection de 1994 qu'elle obtient sa plus grande majorité. Elle est élue par plus de 7 000 voix. Durant la 35e législature, elle sera nommée whip adjointe par Jacques Parizeau. Lors de l'arrivée de Lucien Bouchard comme premier ministre, il la nomme plutôt vice-présidente de la Commission de l'agriculture, des pêcheries et de l'alimentation. Elle sera présidente de cette commission de 2000 à 2002.
Elle est réélue lors des élections de 1998 et de 2003. Lors de la dernière année au pouvoir du Parti québécois avant l'élection du gouvernement Charest en 2003, elle occupe le poste de leader adjointe du gouvernement (2002-2003).

### Le retour dans l'opposition
Lors de son retour dans l'opposition officielle, après l'élection de 2003, elle est nommée porte-parole en matière de tourisme. À la fin de ce mandat, en février 2007, elle décide de ne pas se représenter pour l'élection de 2007 cédant ainsi sa place à Bernard Drainville. En annonçant son départ, elle explique qu'« après 30 ans de militantisme au sein du Parti québécois et 21 ans à l’Assemblée nationale, j’ai le sentiment du devoir accompli. »

### Vie après la politique
Cécile Vermette s'implique auprès de l'Amicale des anciens parlementaires du Québec. Elle est successivement, administratrice de 2007 à 2008, vice-présidente de 2008 à 2010, présidente de 2010 à 2012 et présidente sortante de 2012 à 2014. 
De 2009 à 2010 elle est présidente de la Fondation des parlementaires québécois-Cultures à partager, puis administratrice. Elle est membre du conseil d'administration de la Fondation de la Maison de soins palliatifs Source bleue, puis directrice générale par intérim depuis le 21 décembre 2015.

## Idéologie
Cécile Vermette s'est exprimée en 2004 favorable à l'accession à la souveraineté proposée par l'ancien premier ministre Jacques Parizeau. Ce dernier proposait que le Parti québécois mette de côté sa stratégie étapiste et tienne une élection référendaire.

## Divers
- En mai 1990, avec quatre autres collègues du Parti québécois, Vermette appuie la cause de la juge Andrée Ruffo devant le comité de discipline du comité de discipline du Conseil de la magistrature[14].
- En novembre 2009, elle appuie la candidature de Jacques Goyette aux élections municipales de la ville de Longueuil. Il perd ses élections contre la mairesse Caroline Saint-Hilaire. Cécile Vermette demeure très près du Parti municipal Longueuil.
- Le journaliste Michel David a souligné à deux reprises, en décembre 2004 et décembre 2006, qu'elle n'avait posé aucune question au gouvernement lors des séances de l'Assemblée nationale[15],[16].
- Avant qu'il décide de ne pas se présenter, Cécile Vermette était favorable à l'élection de François Legault pour la course à la succession de Bernard Landry[17]. Elle appuiera finalement André Boisclair[18].
- Depuis 2008, Cécile Vermette a sa chronique politique à la radio de la Rive-Sud de Montréal, le FM 103,3, tous les mercredis 8 h 35 avec l'animateur Louis-Philippe Guy.
- Elle est récipiendaire, en 2005, de la Médaille de l'Assemblée nationale[19].

## Citations
- En parlant de la Loi modifiant la Charte de la langue française (loi 178) du gouvernement Bourassa :

« Nous devons prendre tous les moyens pour protéger la vie de notre peuple, l'âme de notre peuple qui est la langue française, sans empêcher qui que ce soit de parler d'autres langues mais d'avoir une situation normale, d'un peuple normal, sur un territoire normal. »